# São Tomés flygplats
São Tomés flygplats, portugisiska: Aeroporto Internacional de São Tomé, är en internationell flygplats på ön São Tomé i São Tomé och Príncipe. Den är belägen fem kilometer från landets huvudstad São Tomé och är landets största flygplats. 